# Arroyo España
Arroyo España es un barrio periférico perteneciente al distrito Puerto de la Torre de la ciudad andaluza de Málaga, España. Según la delimitación oficial del ayuntamiento, limita al sur con el barrio de Fuente Alegre. Al norte, el este y el oeste limita con terrenos no edificados que lo separan de la Hiperronda de circunvalación de la Autovía del Mediterráneo y del vecino barrio de El Cortijuelo-Junta de los Caminos.

## Transporte
Ninguna línea de la EMT atraviesa los límites del barrio, aunque las siguientes rutas realizan paradas en las proximidades: 
| Línea | Trayecto                               | Recorrido | Frecuencia                              |
| ----- | -------------------------------------- | --------- | --------------------------------------- |
| 21    | Alameda Principal - Puerto de la Torre | Recorrido | 12 minutos                              |
| N4    | Alameda Principal - Puerto de la Torre | Recorrido | 23.30, 1.00 (Alameda) 0.15 (Pto. Torre) |